# Kerk van de Saint-Anthony's Parish

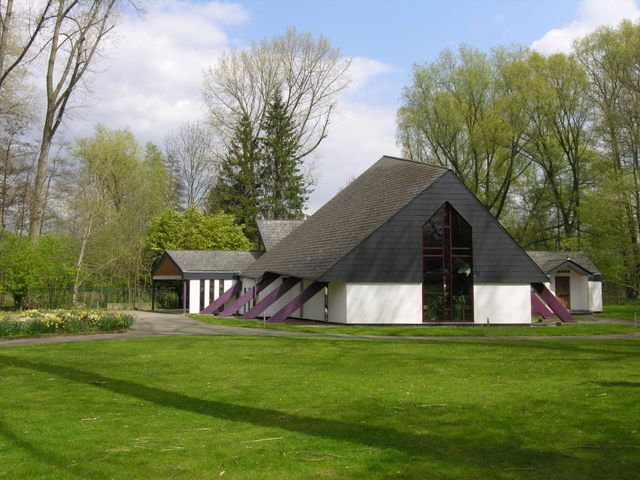
Kerk van de Saint-Anthony's Parish in 2010

De Kerk van de Saint-Anthony's Parish is een kerkgebouw in de Vlaams-Brabantse plaats Kraainem, gelegen aan de Oudstrijderslaan. De kerk is in gebruik door Saint-Anthony's Parish, de Engelstalige rooms-katholieke gemeenschap in België.

## Interieur
De kapel bevat een aantal kunstvoorwerpen die daar ook tijdens de wereldtentoonstelling te zien waren. Zo is er een wandtapijt, ontworpen door Mary Dambiermont en vervaardigd door Georges Chaudoir. Dit is een voorbeeld van vernieuwing van de Belgische tapijtweefkunst.
Daarnaast maakten een zilveren kruisbeeld, een altaartafel en een kruisweg in terracotta deel uit van de oorspronkelijke inventaris.

## Geschiedenis
Oorspronkelijk was dit een kapel op het terrein van de Expo 58, ontworpen door Yvan Blomme en José Vandevoorde. In de kapel werd de toenmalige moderne religieuze kunst tentoongesteld. Ook de architectuur was vooruitstrevend, waarbij onder meer van gelamelleerd hout gebruik werd gemaakt, geleverd door de Kortrijkse Kunstwerkstede Gebroeders De Coene.
Toen de wereldtentoonstelling was afgelopen werd de kapel eerst aangeboden aan kardinaal Jozef van Roey. Deze weigerde het aanbod, want hij vond de kapel te modern. Daarop werd de kapel, met een deel van de inventaris, verworven door de in Kraainem gevestigde zustergemeenschap Verbum Dei.
Deze zusters vertrokken in 1970 uit Kraainem. In 1982-1983 werd de kapel met omgeving aangekocht door de Saint-Anthony's Parish, zijnde de Engelstalige rooms-katholieke gemeenschap in België. De kapel werd vergroot in 1984 en in 1995-1997 nogmaals vergroot, waarbij het volume van de bestaande kapel werd gespiegeld zodat de oppervlakte werd verdubbeld.